# Équipe des Bahamas féminine de football
Cet article traite de l'équipe féminine. Pour l'équipe masculine, voir Équipe des Bahamas de football.
Maillots
L'équipe des Bahamas féminine de football est l'équipe nationale qui représente les Bahamas dans les compétitions internationales de football féminin. Elle est gérée par la Fédération des Bahamas de football.
Les Bahaméennes n'ont jamais disputé une phase finale d'une compétition majeure de football féminin, que ce soit le Championnat féminin de la CONCACAF, la Coupe du monde ou les Jeux olympiques.
Elles disputent les qualifications de la Gold Cup féminine 2002, terminant dernières de leur poule de qualification avec trois défaites sur trois matchs disputés.